# 老爷阁

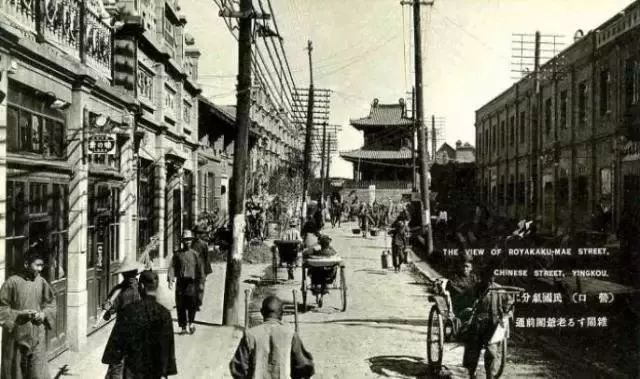
老爷阁前的西大街

老爷阁，本名关圣阁，建于1860年，毁于1966年，是一座供奉关帝和武财神赵公明的二层楼阁。原址位于中华人民共和国辽宁省营口市。

## 历史
老爷阁建于清咸丰十年（1860年）十月。老爷阁原名关圣阁，由于阁中供奉的关羽俗称关老爷而得名老爷阁。关于修建老爷阁的原因，民间有“大刀压小刀”和“黄鼠狼吃鸡”的传说（见#民间文化）。有学者认为，修筑老爷阁的真正原因是当时营口西大街商贸繁荣，商人们供奉关帝以求平安、富裕。
营口开埠至宣统元年（1909年）间一直没有独立的行政建制，分属海城县和盖平县。老爷阁恰好位于两县的分界线上，以西为海城县，以东为盖平县。1909年，清政府析海城、盖平县设营口直隶厅，老爷阁不再是两县的分界。老爷阁没有庙会，没有庙产；全年仅元宵节、重阳节开门，其余时间大门紧锁。民国十二年（1923年）七月，高永祺、王焕等重修老爷阁。
1963年，老爷阁入选营口市文物保护单位。文化大革命开始后，营口市的红卫兵运动在1966年8月底兴起。红卫兵用“破旧立新”四字覆盖了老爷阁的“正大光明”匾额，后来在1966年9月23日（一说为9月13日）将老爷阁彻底拆掉。有资料称，“正大光明”匾额曾保存在西市区武装部，后来下落不明。老爷阁拆除后，原址修筑城市道路，遗迹全然无存。

## 建筑
老爷阁坐东朝西，占地面积约一百平方米，高十多米。老爷阁建在条石砌成的高台上。石台四周围有木栅栏，老爷阁建于栅栏之中。楼阁平面呈方形，共两层，歇山顶，覆青瓦。一层供奉黑面武财神趙公明像。赵公明骑黑虎、戴铁冠、握铁鞭，形象勇猛。塑像上方悬有“威鎮坎宮”匾额，两旁挂有对联“無以爲寶惟善以爲寶則財恆足矣；義然後取人不厭其取又從而招之”。二层供奉关帝坐像，两旁塑关平、周仓。塑像上方悬“俯察百隧”匾額，兩旁的對聯爲“河北辭朝正當有事之秋，怒斬曹瞞關六將；江東赴宴如入無人之境，笑傾魯肅酒三杯”，落款爲“民國十二年浴佛日丹徒弟子吳兆元敬立”。室内有三国故事彩色壁画。閣外朝西一侧，一層懸有民國十二年營口縣知事陳文學所書大匾“正大光明”，二层悬有咸豐十年匾额“文武聖神”。石台上立有两通石碑。阁后有一座小院，院内有三间砖房，曾有僧人、穷困民众在此居住。

## 民间文化
民间传说，修建老爷阁是为了“以大刀压小刀”。故事的一种版本是：营口旧时治安不好，常有匪徒抢劫勒索。由于这些人作案时都带匕首，当地人称之为“小刀子匠”。通县康庄回民康福亭擅长武术，迁居营口后带人教训“小刀子匠”，营口治安有所好转。当地人为了让“小刀子匠”不再作乱，修筑老爷阁，供奉关羽，关羽身侧塑周仓持大刀像，“以大刀压小刀”。另一种版本称：老爷阁附近时常有切糕小贩夜间持切糕刀抢劫。为了解决问题，当地人决定修一座老爷阁，用关公的大刀对抗切糕刀。
另有传说声称修建老爷阁与教堂有关。营口开埠后，传教士在辽河南岸修建了一座教堂。教堂顶上安装了一个公鸡形的风向标，因此百姓称呼教堂为“公鸡楼”。营口俗称“营子”，“营子”与“蝇子”同音。公鸡吃蝇子，当地人认为西洋传教士修筑“公鸡楼”有吞占营口之意。为了反击，众人在教堂南侧修筑了老爷阁，阁内塑有黄鼠狼，以“黄鼠狼吃鸡”对抗洋人。不过，有人指出“公鸡楼”建于清光绪七年（1881年），晚于老爷阁，这个故事并不成立。
“老爷阁的匾——正大光明”是营口当地的一句歇后语。